# Löbsal
Löbsal ist ein Ortsteil der Gemeinde Diera-Zehren im Landkreis Meißen in Sachsen mit ca. 30 Einwohnern.

## Geschichte

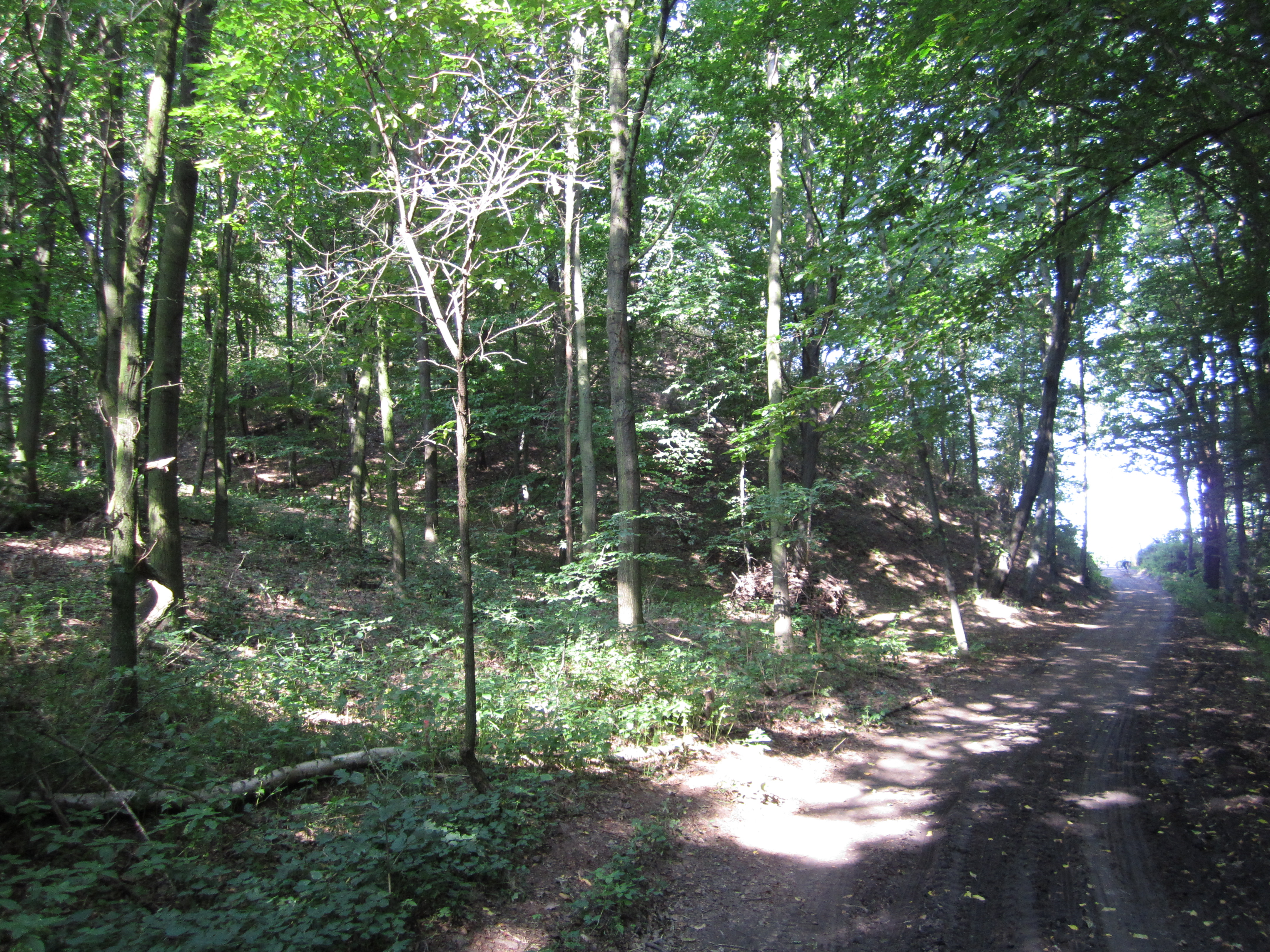
Burgberg Löbsal

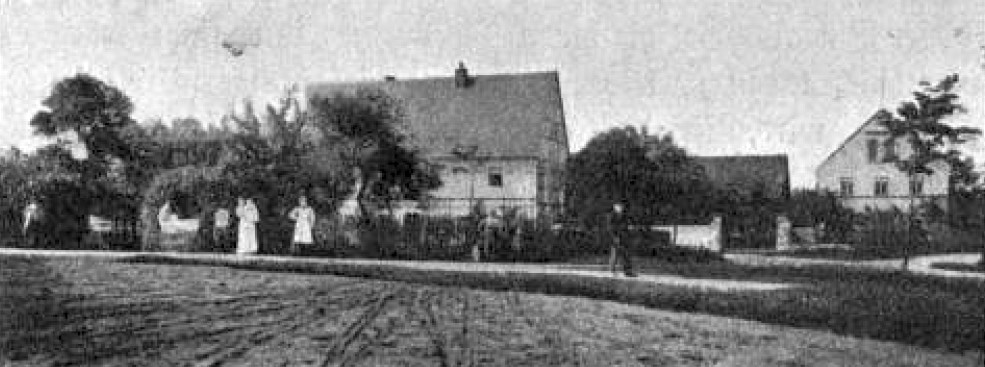
Löbsal um 1902

Die erste urkundliche Erwähnung des aus einer slawischen Siedlung entstandenen Ortes datiert aus dem Jahr 1277.
Das auf dem Burgberg am rechten Elbufer oberhalb von Diesbar gelegene Löbsal ist ein Weinbau- und Erholungsort mit mehr Gästebetten als Einwohnern. Es gilt als eines der Elbweindörfer.

### Wallburg Löbsal
Erwähnenswert ist ein prähistorischer bewehrter Siedlungsplatz aus der Bronzezeit (1800 v. Chr.) auf einem Bergsporn bei Löbsal (Burgberg). In dem teilweise erhaltenen Erdwall lassen sich Reste einer Burgmauer mit einem Fachwerkbau aus Holz und Erde nachweisen.
Neuere Forschungen zu der von Thietmar von Merseburg erwähnten mittelalterlichen Burg Liubusua haben versucht nachzuweisen, dass sich seine Beschreibungen auf die 932 zerstörte Burg an der Rauhen Furt nördlich von Meißen direkt an der Elbe beziehen und dass Liubusua mit dem mittelalterlichen Burgwall bei Löbsal identisch sein muss.

### Frühneuzeitlicher Münzschatz
Am 10. Januar 2007 fanden zwei ehrenamtliche Denkmalpfleger im Kreis Meißen einen Schatz. Im Auftrag des Landesamts für Archäologie Sachsen erkundeten sie ein Feld in der Nähe der Gemeinde Löbsal nach Oberflächenfunden und stießen dabei auf einen Münzschatz. Die meisten Stücke lagen dicht beieinander und unter der Oberfläche des brachliegenden Ackers. Weiterhin wurden noch Scherben von zwei Keramik-Gefäßen geborgen. 
Insgesamt wurden 154 Münzen gefunden, darunter fünf Goldmünzen. Die Dukaten sind von Kaiser Ferdinand III., aus der Reichsstadt Frankfurt, aus Geldern und Utrecht. Den Großteil bilden jedoch die 148 Silbermünzen, darunter Taler und Talerteilstücke, Groschen, Dreier, Mariengroschen, Prager Groschen, Maleygroschen, Patagone und ein viertel Patagone. Außerdem war ein in Saalfeld geprägter Taufpfennig dabei, der einem am 9. März 1599 geborenen Johannes Möller gehörte.